# Колосовка (Минская область)
Колосовка (бел. Коласаўка, Каласоўка), до 1964 года Пустой Угол (бел. Пусты Вугал) — деревня (хутор) в Пуховичском районе Минской области. Входит в состав Туринского сельсовета.

## Географическое положение
Находится примерно в 7,5 километрах северо-восточнее райцентра и в 10,5 километрах от железнодорожной станции Пуховичи на линии Минск—Осиповичи, в 55,5 км от Минска.

## История
Населённый пункт был основан, вероятно, в 1920-е годы как посёлок Пустой Угол на территории Туринского сельсовета Пуховичского района (с 20 февраля 1938 — Минской области). На 1926 год в посёлке было 7 дворов. К 1939 году их количество возросло до 9. 30 июля 1964 года согласно Указу Президиума Верховного Совета БССР деревня Пустой Угол была переименована, получив название Колосовка. В настоящее время населённый пункт представляет собой одиноко стоящий среди полей дом, где по состоянию на 2012 год проживает 1 человек

## Население
- 1926 — 7 дворов
- 1939 — 9 дворов
- 2002 — 1 двор, 1 житель
- 2012 — 1 двор, 1 житель
- 2019 —